# Романенко Володимир Данилович
Володимир Данилович Романенко (13 серпня 1992, с. Тоцьке-2, Оренбурзька обл., РРФСР) — український хокеїст, захисник. Кандидат у майстри спорту.
Виступав за «Сокіл» (Київ), «Металург-2» (Жлобин), «Донбас-2» (Донецьк), «Беркут» (Київ), Фельдкірх, ХК «Кременчук», Донбас.
У складі молодіжної збірної України учасник чемпіонатів світу 2010 (дивізіон I), 2011 (дивізіон I) і 2012 (дивізіон IIA). У складі юніорської збірної України учасник чемпіонатів світу 2009 (дивізіон I) і 2010 (дивізіон II)

## Досягнення
- Бронзовий призер чемпіонату України (2012).